# Gustav Havemann

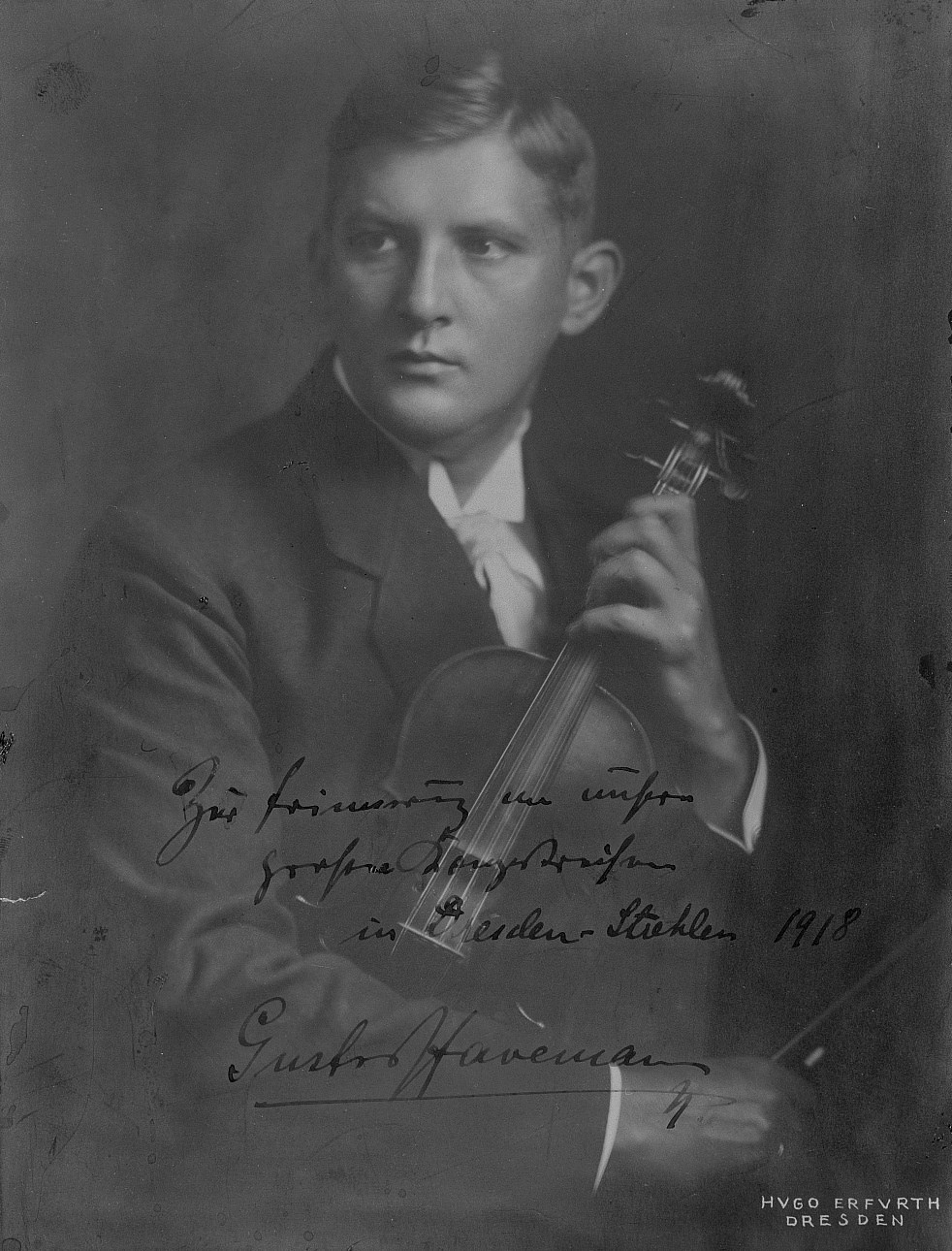
Gustav Havemann omstreeks 1915

Gustav Havemann (Güstrow, 15 maart 1882 - Schöneiche bij Oost-Berlijn, 2 januari 1960) was een Duits violist. Hij werd in 1932 lid van de NSDAP en Dr. Joseph Goebbels benoemde hem tot leider van de door de nazi's georganiseerde Reichsmusikkammer waarvan iedere componist en musicus lid moest zijn om op te kunnen treden. Al in 1935 kwam het tot een groot meningsverschil; Havemann protesteerde tegen het ontslag van de Joodse musici in zijn orkest en hij nam het op voor de in de ogen van de nazi's "entartete" muziek van Paul Hindemith. Goebbels ontsloeg hem onder valse voorwendselen zoals "onbekwaamheid" en "alcoholisme". De nazi's lieten meningsverschillen in de leiding meestal niet openbaar worden en dekten de waarheid meestal toe. Het conflict met Goebbels betekende niet het einde van Havemanns loopbaan, In de oorlog schreef hij nog bijdragen voor het tijdschrift "Das Reich".
Het wonderkind Gustav Havemann werd door zijn zwager Ernst Parlow en Bruno Ahner opgeleid en speelde als jongeman in het Hoforchester van de Groothertog van Mecklenburg-Schwerin in Schwerin. Na 1898 studeerde hij bij de grote violist Joseph Joachim aan de Berliner Hochschule für Musik/ Na 1900 was hij concertmeester in de Hanzestad Lübeck, en na 1905 Hofkonzertmeister in Darmstadt en Hamburg. In 1911 werd hij leraar aan het Leipziger Konservatorium. een functie die hij van 1915 tot 1921 combineerde met die van concertmeester in Dresdner Hofoper. In 1914 wurde zijn zoon Wolfgang Havemann geboren die in de Tweede Wereldoorlog in de Rote Kapelle deelnam aan het communistisch geïnspireerde anti-fascistische verzet tegen Hitler. Van 1921 tot 1945 was Gustav Havemann leraar aan de Berliner Hochschule zodat hij zich "Professor" mocht noemen. Van 1951 tot 1959 was hij leraar aan de Deutschen Hochschule für Musik in Oost-Berlijn.
Het Havemann-Streichquartett waarin hij met Georg Kühnau, Hans Mahlke en Adolf Steiner kamermuziek speelde trad overal in Europa met succes op. De vier muzikanten speelden ook modern repertoire zoals werk van Alban Berg, Alois Hába en Adolf Brunner. Gustav Havemann was ook lid van de Novembergruppe.
In 1931 werd Ingeborg Harnack zijn tweede echtgenote. Dat maakte hem de zwager van de strijdbare antifascisten Arvid en Falk Harnack. Havemann was in die dagen zelf lid van een "völkische" beweging, de antisemitische Kampfbund für deutsche Kultur. In 1932 werd Prof. Gustav Havemann lid van de NSDAP, hij was lid nummer 1.179.504)..
Tussen 1932 en 1935 was Gustav Havemann concertmeester van het door hem opgerichte "Berliner Kampfbund-Orchester" dat in 1934 het Landesorchester des Gaues Berlin zou worden.
Na de machtsgreep van Hitler schreef Havemann op 2 april 1933 aan de Duitse Concertgeversbond dat "... De Kampfund zou weten te verhinderen dat er ooit nog Joodse invloed in het Duitse muziekleven zou zijn. Hij werkte enthousiast mee aan de Gleichschaltung van het muziekleven en werd in november 1933 lid van het Praesidium van de Reichsmusikkammer. Na de dood van Rijkspresident Paul von Hindenburg was hij een van de door de NSDAP naar voren geschoven voorstanders van een referendum over de samengaan van de functies van Rijkspresident en Rijkskanselier in die van een autoritaire "Führer". In het Deutsche Führerlexikon 1934/1935 werd Gustav Havemann genoemd als een van de aanvoerders van de nationaalsocialistische beweging.
Joseph Goebbels besloot op 5 juli 1935 desondanks om "Parteigenosse Havemann "af te zetten. Als reden noemt Goebbels zelf dat Havemann partij had gekozen voor de modernist Hindemith. Gustav Havemann werd nu op de "Liste der Musikbolschewisten der NS-Kulturgemeinde" opgenomen. Havemann had ook bezwaar gemaakt tegen het vervangen van goede muzikanten van Joodse afkomst door minder bekwame maar Arische muzikanten.
Over het al dan niet gedwongen ontslag van Gustav Havemann doen verschillende verhalen de ronde. In 1942 werd zijn zwager Arvid Harnack op last van Hitler opgehangen.
Na 1950 was Gustav Havemann leraar aan de muziekschool in Cottbus, en na 1951 aan de Musikhochschule Ostberlin.
Hij droeg sinds 1915 de Orden für Kunst und Wissenschaft van Mecklenburg-Strelitz.

## Composities en publicaties
- Violinkonzert, op. 3 (1939)
- „Was ein Geiger wissen muss“ (1921)
- „Die Violintechnik bis zur Vollendung“ (1928)

## Weblinks
- Portret op
- Einwohnerverzeichnis von Güstrow 1935
- Quelle, u.a. mit Bildern des Havemann-Quartetts
- Kontroverse zwischen Havemann und Carl Flesch 1931
- Ernst Parlow als früher Lehrer Havemanns in Güstrow

- Gemeinsame Normdatei: 116550171
- International Standard Name Identifier: 0000 0001 2028 6366
- Library of Congress Control Number: no92014259
- MusicBrainz: 3db45800-3c98-4a8e-8b57-467226768b5f
- Nationale Bibliotheek van Tsjechië: xx0135306
- Nationale Bibliotheek van Israël: 987007287759705171
- Nederlandse Thesaurus van Auteursnamen: 305084917
- Système universitaire de documentation: 200367854
- Virtual International Authority File: 74606054
- WorldCat: E39PBJmtyvBHcjMfPP6tkpQ6rq